# Маркезини Боканера (Кунео)
Маркезини Боканера је насеље у Италији у округу Кунео, региону Пијемонт.
Према процени из 2011. у насељу је живело 70 становника. Насеље се налази на надморској висини од 203 м.